# 昔兰尼国王列表
昔兰尼或昔兰尼加是北非一个希腊殖民地，位于今利比亚东北部，由多利安人于公元前7世纪建立。其国王在死后常常像英雄一样受到崇拜。

## 历任国王

### 巴图斯王朝（前632至前440年）
- 巴图斯 前630至前600年
- 阿尔克西拉乌斯一世 前600至前583年
- 巴图斯二世（英语：Battus II of Cyrene） 前583至前560年
- 阿尔克西拉乌斯二世 前560至前550年
- 勒阿尔库斯（英语：Learchus (regicide)） 前550年（有争议）
- 巴图斯三世（英语：Battus III of Cyrene） 前550至前530年
- 阿尔克西拉乌斯三世 前530至前515年
- 巴图斯四世（英语：Battus IV of Cyrene） 前515至前465年
- 阿尔克西拉乌斯四世 前465至前440年

公元前440年，昔兰尼成为共和国，并承认了波斯的宗主权。前331年，亚历山大大帝征服了此地，并由其部将托勒密一世控制，前276年，昔兰尼获得独立。

### 前276至前249年
- 马加斯 前276至前250年
- 德米特里 前250至前249年

公元前249年，昔兰尼再次成为一个共和国，但是托勒密于前246年恢复了控制。自前163年起，偶尔会有托勒密王朝派遣来的统治者进行统治。

### 前163年至前30年
- 托勒密八世 前163至前116年
- 托勒密·阿皮翁 前116至前96年
- 罗马共和国时期 前96至前75年

公元前75年，昔兰尼成为罗马的一个行省。前37年，马克·安东尼将其交还托勒密王國。前34年，克娄巴特拉七世以及安东尼的女儿克娄巴特拉·塞勒涅二世成为昔兰尼女王。但在前30年，奥古斯都征服埃及，昔兰尼再次归于罗马。